# Дробот Іван Іванович
Іва́н Іва́нович Дро́бот (18 січня 1951, с. Лук'янівка, Таращанського району, Київської області) — український історик, доктор історичних наук, професор. Декан факультету філософії та суспільствознавства Національного педагогічного університету імені Драгоманова та завідувач кафедри Історії України того ж університету. Академік АН ВШ України з 2009 року.

## Біографія
У 1977 році закінчив історичний факультет Київського педагогічного інституту імені Горького (нині Національний педагогічний університет України імені Драгоманова).
1977—1981 заступник секретаря, а згодом секретар комітету комсомолу педінституту імені Горького. Працює асистентом, та займається викладацькою діяльністю.
У 1981—1984 — навчається в аспірантурі.
1984—1986 — викладач кафедри історії.
В 1986 захистив кандидатську дисертацію з питань партійної ідеології та ідейно-політичної пропаганди в молодіжних організаціях УРСР в роки Другої світової війни.
1986 — 1989 — старший викладач кафедри історії.
1985 — 1995 — доцент кафедри історії. Активно займається адміністративною діяльністю.
З квітня 1985 по вересень 1991 — заступник декана дефектологічного факультету.
З 1994 по 1996 — заступник декана філологічного факультету.
З 1995 по даний час — завідувач кафедри Історії України.
1997 — 2002 — декан факультету української філології.
У 2002 році захистив докторську дисертацію на тему «Державно-соборницька ідея в практиці українських суспільно-політичних сил еміграції та на західноукраїнських землях (1920-30-і рр.)»
З липня 2002 — проректор з навчальної роботи гуманітарних факультетів університету.
З вересня 2003 — проректор з гуманітарної освіти та соціальної політики.
З весни 2004 — голова спеціалізованої вченої ради по захисту кандидатських дисертацій зі спеціальності 07.00.01 — історія України.
З квітня 2005 — директор інституту історії та філософії педагогічної освіти Національного педагогічного університету України імені Драгоманова.
Іван Іванович має широке коло наукових інтересів. Досліджує історію України ХХ ст., зокрема — Другої світової війни питання, української державної соборності, суспільно-політичної думки в України та міжнародне життя, проблеми гуманітаризації освіти та історії української культури.
Опублікував більше 80 наукових праць в тому числі монографії і навчальні посібники.
Виховав 21 кандидата наук і 5 докторів наук. 
З 2023 року залишив посаду декана філософського факультету, на якій його змінив Русаков Сергій Сергійович.